# Палаццо Контаріні-дель-Боволо
Палаццо Контаріні-дель-Боволо (італ. Palazzo Contarini del Bovolo) — палац у Венеції, в районі Сан-Марко.
Палац був побудований в 1499 році для П'єтро Контаріні. Головна особливість палацу — його сходи.